# Saunders-Roe Princess
Saunders-Roe SR.45 Princess var en brittisk passagerarflygbåt. 
SR.45 Princess var den största flygbåten som byggdes i Storbritannien. Företaget Saunders-Roe i Cowes på Isle of Wight inledde konstruktionsarbetet 1945 efter att en brittisk utredning visat att flygbåt var det bästa alternativet på en transatlantisk flyglinje mellan Southampton i Europa och New York i USA. Vid fabriken räknade man med att flygbåten skulle bli en stor försäljningsframgång till flygbolagen. Men redan i slutet av 1950-talet var flygbåtarnas tid över, linjetrafik med landflygplan och utbyggnaden av flygplatser var redan igång. Flygbåten led ju även av att behöva flyga med extra mycket dödvikt i form av ett båtskrov, som drog extra bränsle och sänkte farkostens fart. Trots detta fortsatte utvecklingen av Princess.
Flygbåten var utrustad med 10 stycken Bristol Proteus turbopropmotorer som drev sex propellrar. Alla motorer utom de yttersta var monterade i par och drev dubbla motroterande propellrar via en gemensam växellåda. De yttre motorerna på vingen drev enkla propellrar.
I flygkroppen inredde man två våningar för kapacitet på 105 passagerare. För att kunna konkurrera med båttrafiken var passagerarkabinerna utrustade med mycket god komfort. Prototypen G-ALUN flögs första gången 21 augusti 1952 av testpiloten Geoffrey Tyson. Totalt genomfördes 46 testflygningar som uppgick till cirka 100 timmar. Ytterligare två Princess-flygbåtar var i produktion (G-ALUO och G-ALUP) men ingen av dessa flög någonsin. Efter att man avbröt utvecklingen av flygbåtarna transporterades de till Calshot Spit där de förvarades tills man bestämde sig för att skrota dem i början av 1960-talet.